# Déborah Bourc'his
Déborah Bourc'his est une chercheuse française spécialisée dans les mécanismes épigénétiques liés à la reproduction des mammifères, travaillant pour l'Inserm.

## Biographie
Son père est professeur de français et sa mère, cadre à l’hôpital.
En 1996, elle débute un doctorat à l'hôpital Necker à Paris qu'elle obtiendra en 2000 avec sa thèse sur le syndrome ICF, une maladie génétique rare. S'ensuit un post-doctorat à l'université Columbia à New York de 2000 à 2005 au sein du département de génétique et de développement.
De retour en France, elle intègre l'INSERM où elle devient jusqu'en 2009 chargée de recherche à l'université Paris-Diderot à Paris. En 2009, elle devient chef de l'équipe Décisions épigénétiques et reproduction chez les mammifères, unité Génétique et biologie du développement de l'institut Curie à Paris

## Distinctions et récompenses
- Prix de la fondation Schlumberger pour l’Éducation et la Recherche (2010)
- Prix Liliane-Bettencourt pour les sciences du vivant (2017)[1]
- Bourse Advanced Grant du conseil européen de la recherche pour son projet "HOTIMAGE"[2].